# Ben Spijkers
Ben Spijkers, född den 10 mars 1961 i Nijmegen, Nederländerna, är en nederländsk judoutövare.
Han tog OS-brons i herrarnas mellanvikt i samband med de olympiska judotävlingarna 1988 i Seoul.